# 一角流十手術
一角流十手術（いっかくりゅうじってじゅつ）は、捕手術の流派のひとつ。

## 歴史
一角流の流祖は、伝書によると一角先師、權藤角右衛門またはその弟子の小谷惣右衛門となっている。
なお、神道夢想流の伝承では創始者は神道夢想流杖術3代目、松崎金右衛門重勝としている。これは、神道夢想流には松崎金右衛門由来の十手術、捕縄術があり、一角流捕手を併伝した際に伝承が混同したものである。一角流捕手の伝承には、松崎金右衛門は一切関係がない。
また、流祖が丹波の住人で小谷惣右衛門となっており一角流とほぼ同じ技法である中和流短剣術は、幕末から明治頃に一角流を学んだ者が中和流（一角流とは無関係）も学び一角流十手術の十手と鉄扇を短剣に、打太刀を中和流に組み替え中和流短剣術と名付けたものである。このことから中和流を名乗りながら一角流の小谷惣右衛門を流祖と伝えている。
小谷を流祖とする系統の一角流伝書では、小谷惣右衛門重義は丹州四座郡の人で三浦流の三浦義勝の弟子であるとされているが、詳しいことは不明である。
一角流捕手は福岡藩において、主に下級武士が学ぶ捕手術である「男業」のひとつとして伝えられた。現在は同じく男業であった神道夢想流杖術に併伝されている。
もともとは捕手術を中心とする流派で、現在十手術とされているのは捕手術の一部である手棒術である。手棒に十手や鉄扇の使用法があり、それが現在の一角流十手術となった。
一角流で使用する十手は六角形の鉄の棒である。
平野吉郎右衛門は一角流、一達流捕縄術、神道夢想流杖術を伝えており門人が千人以上いた。

## 内容
捕手（柔術）、手棒（十手、鉄扇）、捕縄術を伝えていた。また、まろほし・十手・鉄手具・ハシヤ等の捕手道具や捕手の心得を伝えていた。
手棒
右劔
左劔
殘劔
蹴上
一亂劔
入身
一風
目當
右當
五倫
一聲
霞劔
縄
早縄
一重菱
二重菱
真胴縄
曝縄
國渡
キヌワリ
留リ
女縄
出家縄
切縄
救縄
壹尺五寸布縄

## 系譜
- 一角先師
  - 權藤角右衛門好正
    - 小谷惣右衛門重義
      - 石松九左衛門信重[注釈 1]
        - 關市左衛門正勝
          - 谷坂十右衛門次宗
            - 蔵成小市郎良昌
              - 蔵成兵左衛門
                - 淺田加右衛門

        - 船津總右衛門勝重
          - 丸尾彌兵衛昌則
            - 木立吉助貞雄
              - 小野七郎七重辰[注釈 2]
                - 永富太兵衛
                  - 永富甚蔵友載
                    - 小西文太友諒

                - 小野總吉則重[注釈 3]
                  - 小西文太友諒
                    - 平野吉郎右衛門能榮[注釈 4]
                      - 内田良五郎[2]

                    - 山田又次